# Space Mounties
Space Mounties is een Franse stripreeks die begonnen is in april 2001 met Pierre Veys als schrijver en Guilhem Bec als tekenaar. Deze strip zou aanvankelijk getekend worden door Denis Bodart. Van zijn hand verscheen een kortverhaal van 8 pagina's met deze personages in stripblad Spirou.

## Albums
Alle albums zijn geschreven door Pierre Veys, getekend door Guilhem Bec en uitgegeven door Le Lombard.
1. De vreemde werelden
2. De oude man en de ruimte
3. onvertaald